# König-Gletscher
Der König-Gletscher ist ein 5 km langer und bis zu 2,5 km breiter Gletscher auf Südgeorgien. Er fließt von der Nordflanke des Neumayer-Gletschers in nördlicher Richtung zum Kopfende der Fortuna Bay.
Die erste Vermessung nahmen Teilnehmer einer deutschen Expedition (1928–1929) unter der Leitung von Ludwig Kohl-Larsen vor. Dieser benannte ihn nach dem österreichischen Bergsteiger Felix König (1880–1945), Teilnehmer an der Zweiten Deutschen Antarktisexpedition (1911–1912) unter der Leitung von Wilhelm Filchner.